# حزب إعادة الأمل
إعادة الأمل (بالفرنسية: Restaurer l’Espoir)‏ هو حزب سياسي في الانتخابات البرلمانية في جمهورية بنين، والتي أجريت في 31 مارس 2007، حصل الحزب على مقعد واحد من أصل 83 مقعدًا في البرلمان.